# Я — живий (фільм)
Я — живий (англ. I Have Lived) — американська драма режисера Річарда Торпа 1933 року.

## Сюжет
Дівчину з сумнівним минулим вибирає драматург, щоб зробити зіркою своєї нової п'єси.

## У ролях
- Алан Дайнхарт — Томас Ленглі
- Аніта Пейдж — Джин Сент-Клер
- Аллен Вінсент — Воррен Вайт
- Гертруда Естор — Гаррієт Нейссон
- Мод Труакс — місіс Женев'єва Рейнольдс
- Меттью Бетц — Блекі
- Едді Боланд — Сідні Кук
- Флоренс Дадлі — актриса
- Гледіс Блейк — актриса